# Твістер (принада)

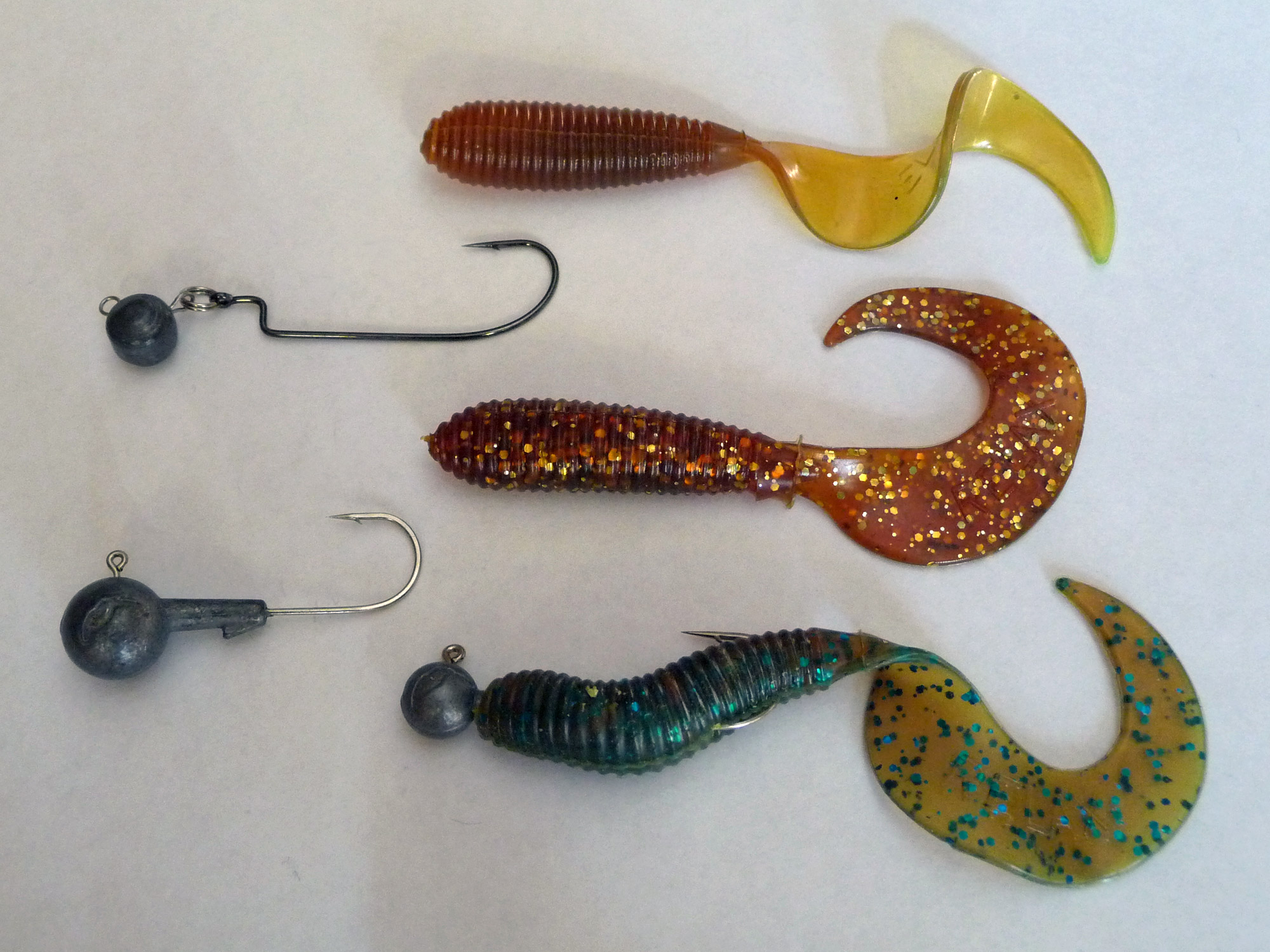
Твістери. Приклад використання з джиг-головкою

Тві́стер (від англ. twister, досл. «обманка») — штучна рибальська принада. Твістер (на відміну від віброхвісту) зазвичай не схожий на рибку.
Виготовляється твістер з м'якого пластику, силікону або інших полімерних матеріалів. Розмір варіює від 1 см до 30 см (останні використовуються в морській риболовлі).
Твістери використовуються як принада (насадка) для ловлі хижої риби. У риболовлі спінінгом твістер зазвичай насаджують на офсетний гачок або джиг-головку. У разі використання твістера з офсетним гачком принада має підвищену «прохідність» і використовується при ловлі в сильно засмічених або зарослих водною рослинністю місцях.
Крім твістера зі спірально закрученою хвостовою частиною існують ще віброхвісти, принади у вигляді рибки.
Твістер винайдений в 70-х роках XX століття. Масове виробництво налагодила американська фірма Mister Twister, що випускає однойменні принади до сьогодні. Іншими відомими виробниками є компанії Mann's, YUM, Action Plastics, Relax.

## Історія

Типовий черв'як торнадо або смерч хвіст

М'які пластики почали своє існування наприкінці 1950-х і початку 1960-х, з невеликими хробаками і личинками які повинні були бути відлиті з твердої гуми. У 1972 році був призначений виробник Містер Твістер запатентував концепцію Curly Tail, використовуючи гнучкість і підставу на пластиковому силіконі, створивши гумові принади з реалістичнішою дією і значно поліпшуючи ефективність лову риби. На початку і середині 1980-х років, великі обсяги продажу принади Містер Твістер, і його конкуренція скоріше привела до широкого і різноманітного вибору принади з м'якого пластику, і таким чином стаючи доступними в різних формах, кольорів і розмірів. Том Мур який створив принаду в 1974 році в задній кімнаті свого магазину в штаті Індіана. Шестидюймовий оригінал був відтворений з двома гачками і з запобіганням від бур'янів. Він також включає в себе 12-дюймовий поплавок і грузило. Пізніше, Pro версія була створена з двома великими гачками і 36-дюймовими поплавками.

## Сучасні варіанти
Сьогодні, м'які пластикові принади мають безліч форм і гібридів. Hardbody наприклад, є гібридними принадами, з твердим переднім пластмасовим і м'яким пластиковим хвостом який виглядає реалістичніше і діє як живий. Ці гібриди часто використовуються для високих гачків, дайвінгу, та інших різновидів принади. Стурбованість що примірник є НЕ біорозкладним пластиком, втратити який в нестабільних системах водопостачання дуже можливо, викликало створення органічних і біологічних принадок, які зберігають гнучку, еластичну текстуру і діють традиційним способом. Новий полімер був виготовлений в Берклей. Ці нові принади на основі різних полімерів, а саме полівінілового спирту (PVOH), замість більше звичайного поліхлорвінілу (ПВХ). Існує багато суперечок в риболовецькій громадськості по відношенню до істинної природи цієї нової форми органічного пластика в деяких принадах. Однак, оскільки PVOH ще синтетичний полімер, який використовується в класах Берклі, принади тільки розчиняються у воді температурою вище 60 °C, що ставить під сумнів біорозкладність такого роду принадок. Такі компанії, як Hogy, також розробили на основі соєвої, м'яку пластикову принаду, яка була призначена для вирішення трофей.